# Hundewick

Die Bauerschaft Hundewick südlich von Stadtlohn im 19. Jahrhundert

Hundewick ist eine alte westfälische Bauerschaft und ein Stadtteil von Stadtlohn im Kreis Borken in Nordrhein-Westfalen. Bis 1964 war Hundewick eine Gemeinde im ehemaligen Kreis Ahaus.

## Geografie
Hundewick liegt am südlichen Rand der heutigen Stadt Stadtlohn und ist landwirtschaftlich geprägt. Die ehemalige Gemeinde Hundewick besaß eine Fläche von 8,05 km². In Hundewick liegt das Landschaftsschutzgebiet
Hundewick-Immingheide.

## Geschichte
Die Bauerschaft Hundewick gehörte nach der Napoleonischen Zeit zunächst zur Landbürgermeisterei Stadtlohn im 1816 gegründeten Kreis Ahaus. Mit der Einführung der Westfälischen Landgemeindeordnung wurde 1843 aus der Landbürgermeisterei Stadtlohn das Amt Stadtlohn, zu dem die fünf Gemeinden Almsick, Estern-Büren, Hengeler-Wendfeld, Hundewick und Wessendorf gehörten. 
Die Bedienung des Haltepunktes an der Bahnstrecke Borken–Burgsteinfurt endete 1962 und am 1. August 1964 wurde Hundewick mit Almsick, Estern-Büren, Hengeler-Wendfeld und Wessendorf zur Gemeinde Kirchspiel Stadtlohn zusammengeschlossen, die ihrerseits 1969 in die Stadt Stadtlohn eingemeindet wurde.

## Einwohnerentwicklung
| Jahr | Einwohner | Quelle |
| ---- | --------- | ------ |
| 1858 | 247       | [ 4 ]  |
| 1885 | 204       | [ 5 ]  |
| 1910 | 261       | [ 6 ]  |
| 1939 | 379       | [ 7 ]  |
| 1950 | 432       | [ 1 ]  |
| 1964 | 380       | [ 1 ]  |

## Gegenwart
Ein Träger des lokalen Brauchtums ist der Schützenverein St. Michael. Zwei in Hundewick um 1860 aus rotem Ziegelmauerwerk erbaute Kalköfen mit quadratischem Grundriss und zwei trichterförmigen Schornsteinen sind ein Baudenkmal.